# Superestrela
Uma superestrela é alguém que tem grande apelo popular e é amplamente conhecido, proeminente ou bem-sucedido em seu campo. Celebridades referidas como "superestrelas" podem incluir indivíduos que trabalham como atores, músicos, atletas e outras profissões baseadas na mídia.

## História

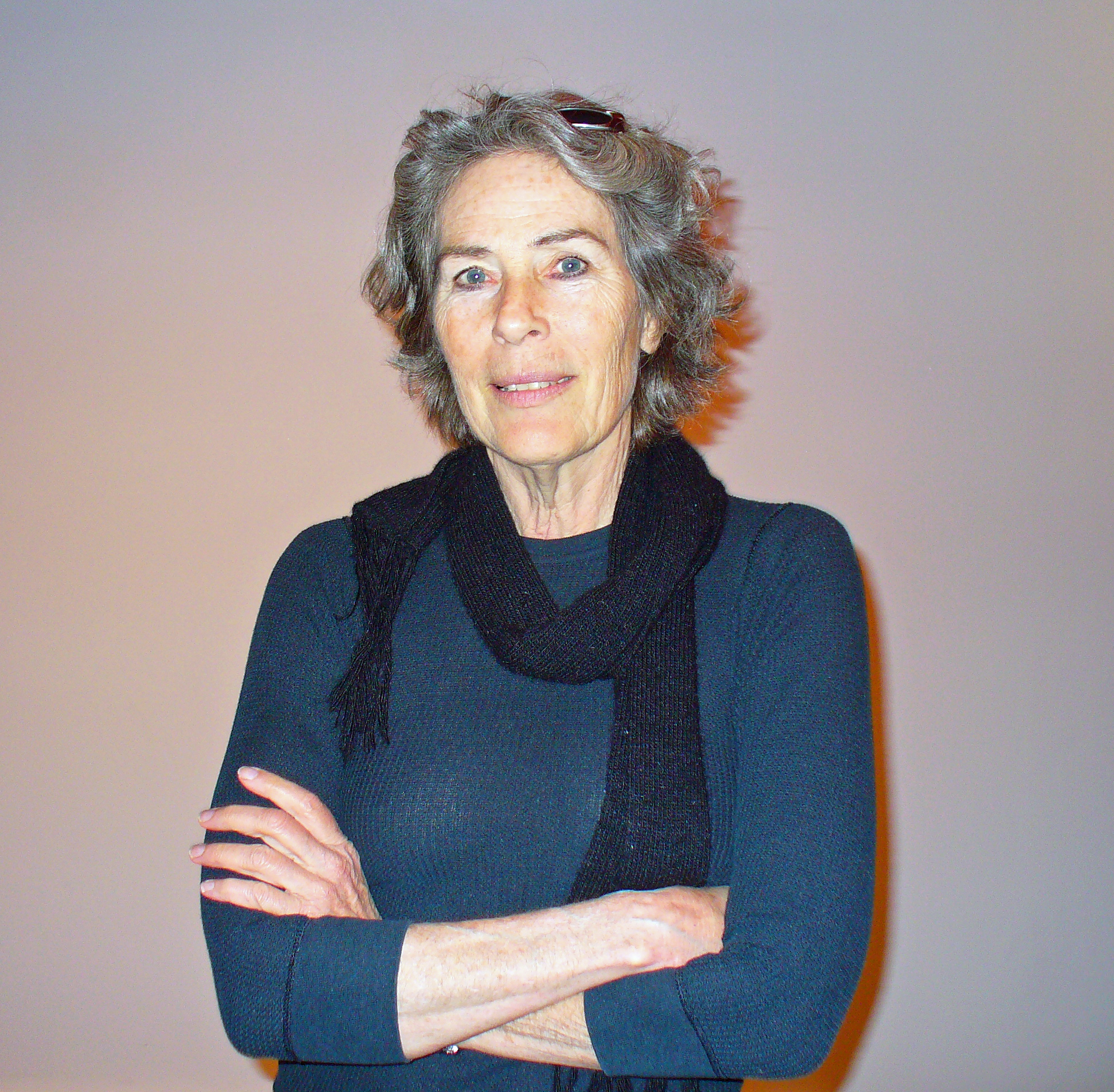
Nas décadas de 1960 e 1970, Andy Warhol popularizou o termo "superestrela" para descrever pessoas como a atriz Mary Woronov

A origem do termo no contexto de celebridade é incerta, mas uma expressão semelhante é atestada no livro de críquete de 1832 de John Nyren, The Cricketers of My Time. Nyren descreveu o jogador de críquete do século XVIII John Small como "uma estrela de primeira magnitude". O primeiro uso do termo "superestrela" foi creditado a Frank Patrick em referência aos jogadores de hóquei no gelo em suas equipes Vancouver Millionaires das décadas de 1910 e 1920, especificamente Cyclone Taylor. Na edição de junho de 1977 da revista Interview, o artista pop Andy Warhol foi questionado pelo editor Glenn O'Brien sobre quem inventou a palavra "superestrela". Warhol, conhecido por popularizar o termo, respondeu: "Acho que foi Jack Smith". O'Brien então perguntou: "E quem foram as primeiras superestrelas?" Warhol respondeu: "Eles eram todas as estrelas de Jack Smith." O termo recebeu uso generalizado e comum a partir do título do musical Jesus Christ Superstar, em particular o álbum conceitual de 1970 do musical e a canção de sucesso homônima. "Super Estrela" é também o nome de uma rosa de enorme sucesso que Harry Wheatcroft introduziu e nomeou em 1960.
Em 1909, as empresas de cinema mudo começaram a promover "personalidades de imagem" lançando histórias sobre atores para revistas e jornais de fãs, como parte de uma estratégia para construir "fidelidade à marca" para os atores e filmes de sua empresa. Na década de 1920, os promotores de estúdios cinematográficos de Hollywood, haviam desenvolvido um "empreendimento industrial maciço" que "vendia um novo intangível — a fama". Os "criadores de imagens" e agentes promocionais de Hollywood plantaram rumores, divulgaram seletivamente informações reais ou fictícias para a imprensa e usaram outros "truques" para criar personas públicas para os atores. Eles então "trabalharam para reforçar essa persona e gerenciar a publicidade". Os publicitários assim "criaram" as "imagens duradouras" Marilyn Monroe e Grace Kelly. O desenvolvimento desse "sistema de estrelas" fez da fama "algo que poderia ser fabricado propositalmente, pelos mestres da nova 'máquina da glória'".
Em 1976, a Mattel produziu uma variação "superestrela" de sua boneca Barbie. De acordo com Sofia Johansson, os "textos canônicos sobre o estrelato" incluem artigos de Boorstin (1971), Alberoni (1972) e Dyer (1979) que examinaram as "representações de estrelas e aspectos do sistema de estrelas de Hollywood". Johansson observa que "análises mais recentes dentro dos estudos de mídia e culturais (por exemplo, Gamson 1994; Marshall 1997; Giles 2000; Turner, Marshall e Bonner 2000; Rojek 2001; Turner 2004) lidaram, em vez disso, com a ideia de uma 'cultura de celebridade' penetrante e contemporânea". Em uma análise da "cultura da celebridade", Johansson afirma que "a fama e seus eleitores são concebidos como um processo social mais amplo, conectado a desenvolvimentos econômicos, políticos, tecnológicos e culturais generalizados".
Nas décadas de 1980 e 1990, as táticas de publicidade de entretenimento tornaram-se "mais sutis e sofisticadas", como o uso de comunicados à imprensa, viagens de cinema e atividades comunitárias. Esses esforços promocionais são direcionados e projetados usando pesquisa de mercado "para aumentar a previsibilidade do sucesso de seus empreendimentos de mídia". Em alguns casos, os agentes de publicidade podem criar "anúncios provocativos" ou fazer uma declaração pública ultrajante para "desencadear controvérsia pública e, assim, gerar cobertura de notícias 'gratuita'".